# Korovînți, Nedrîhailiv
Korovînți (în ucraineană Коровинці) este localitatea de reședință a comunei Korovînți din raionul Nedrîhailiv, regiunea Sumî, Ucraina.

## Demografie
Componența lingvistică a localității Korovînți
     Ucraineană (98,52%)
     Alte limbi (1,07%)
Conform recensământului din 2001, majoritatea populației localității Korovînți era vorbitoare de ucraineană (98,52%), existând în minoritate și vorbitori de alte limbi.